# 阿拉斯加领地
阿拉斯加领地（英語：Territory of Alaska，或）是美国曾設置的合并建制领土，存在时间为1912年8月24日至1959年1月2日。其前身是1884年建立的阿拉斯加特区。1959年1月3日，阿拉斯加领地加入联邦，改制成為今日的阿拉斯加州。